# Diaphorus oldenbergi
Diaphorus oldenbergi är en tvåvingeart som beskrevs av Octave Parent 1925. Diaphorus oldenbergi ingår i släktet Diaphorus och familjen styltflugor. Inga underarter finns listade i Catalogue of Life.